# TAS1R2
Receptor ukusa tip 2 član 2 je protein koji je kod ljudi kodiran TAS1R2 genom.

## Struktura
Ovaj protein je G protein spregnuti receptor sa sedam transmembranskih domena. On je komponenta heterodimernog aminokiselinskog receptora za ukus T1R2+3. Taj receptor se formira kao dimer TAS1R2 i TAS1R3 proteina. TAS1R2 protein nije samostalno funkcionalan.
TAS1R2 i TAS1R1 su spontanano aktivni u odsustvu njihovih ekstracelularnih domena i vezanih liganda. Iz toga proizilazi da ekstracelularni domen reguliše funkciju receptora putem sprečavanja spontanog dejstva. Ligandi se vezuju za taj domen.

## Ligandi
Za TAS1R2+3 receptor se vezuju prirodni šećeri saharoza i fruktoza, kao i veštački zaslađivači saharin, kalijum acesulfam, dulcin, i gvanidinosirćetna kiselina.  Istraživanja su inicijalno indicirala da receptori pacova ne odgovaraju na mnoge druge prirodne i veštačke šećere, poput glukoze i aspartama, iz čega je izveden zaključak da mora postojati još jedan tip receptora za sladak ukus. Kontradiktorna evidencija, međutim, sugeriše da ćelije koje izražavaju ljudski TAS1R2+3 receptor pokazuju senzitivnost za aspartam i glukozu, dok ćelije koje izražavaju TAS1R2+3 receptor pacova nisu aktivirane tim ligandima.

## Literatura
- Chandrashekar J, Hoon MA, Ryba NJ, Zuker CS (2007). „The receptors and cells for mammalian taste.”. Nature. 444 (7117): 288—94. PMID 17108952. doi:10.1038/nature05401.
- Hoon MA; Adler E; Lindemeier J;  . (1999). „Putative mammalian taste receptors: a class of taste-specific GPCRs with distinct topographic selectivity.”. Cell. 96 (4): 541—51. PMID 10052456. doi:10.1016/S0092-8674(00)80658-3.
- Li X; Staszewski L; Xu H;  . (2002). „Human receptors for sweet and umami taste.”. Proc. Natl. Acad. Sci. U.S.A. 99 (7): 4692—6. PMC 123709 . PMID 11917125. doi:10.1073/pnas.072090199.
- Spadaccini R; Trabucco F; Saviano G;  . (2003). „The mechanism of interaction of sweet proteins with the T1R2-T1R3 receptor: evidence from the solution structure of G16A-MNEI.”. J. Mol. Biol. 328 (3): 683—92. PMID 12706725. doi:10.1016/S0022-2836(03)00346-2.
- Liao J, Schultz PG (2003). „Three sweet receptor genes are clustered in human chromosome 1.”. Mamm. Genome. 14 (5): 291—301. PMID 12856281. doi:10.1007/s00335-002-2233-0.
- Zhao GQ; Zhang Y; Hoon MA;  . (2004). „The receptors for mammalian sweet and umami taste.”. Cell. 115 (3): 255—66. PMID 14636554. doi:10.1016/S0092-8674(03)00844-4.
- Galindo-Cuspinera V; Winnig M; Bufe B;  . (2006). „A TAS1R receptor-based explanation of sweet 'water-taste'.”. Nature. 441 (7091): 354—7. PMID 16633339. doi:10.1038/nature04765.
- Gregory SG; Barlow KF; McLay KE;  . (2006). „The DNA sequence and biological annotation of human chromosome 1.”. Nature. 441 (7091): 315—21. PMID 16710414. doi:10.1038/nature04727.
- Behrens M; Bartelt J; Reichling C;  . (2006). „Members of RTP and REEP gene families influence functional bitter taste receptor expression.”. J. Biol. Chem. 281 (29): 20650—9. PMID 16720576. doi:10.1074/jbc.M513637200.

## Spoljašnje veze
- TAS1R2 Gene
- TASTE RECEPTOR TYPE 1, MEMBER 2; TAS1R2